# Salix alba vitellina
Salix alba 'Vitellina' (en inglés, Golden Willow, literalmente, "Sauce dorado"); sin. Salix alba var. vitellina (L.) Stokes y Salix vitellina es una variedad del sauce blanco.
Es un árbol caducifolio de hábito erguido y extenso, aunque algo péndulo, alcanzando como máximo 18 m de altura. Las ramas, amarillas, son muy ornamentales. Con buena poda puede comportarse como arbusto. En invierno sus ramas desnudas realzan más el tono amarillo.
Es un cultivar que se planta en jardines por sus ramas, que son amarillo dorado durante dos años antes de volverse pardos. Es particularmente decorativo en invierno; el mejor efecto se logra cortando cada 2–3 años para estimular la producción de vástagos jóvenes más largos con un color mejor. Dentro de la variedad vitellina hay cultivares específicos como Salix alba var. vitellina 'Britzensis' o Salix alba var. vitellina 'Yelverton'. Otros cultivares similares son 'Cardinal' o 'Chermesina', seleccionados para lograr brotes de un rojo anaranjado todavía más brillante.

## Taxonomía
Salix alba vitellina fue descrita por Carlos Linneo Stokes y publicado en A Botanical Materia Medica 4: 506, en el año 1812.
Sinonimia
- Salix alba var. vitellina
Salix vitellina[2]

## Nombre común
- Castellano: mimbre, mimbre amarilla, mimbrera amarilla, salga, sauce vitelino.[3]